# Великорита
Великорита (бел. Велікары́та) — агрогородок в Малоритском районе Брестской области Беларуси. Административный центр Великоритского сельсовета. Население — 291 человек (2019).

## География
Великорита находится в 16 км к северу от центра города Малорита. В 27 км к западу проходит граница с Польшей, проведённая здесь по реке Западный Буг. Деревня стоит на левом берегу реки Рыта (Рита), на реке в окрестностях деревни созданы пруды рыбхоза. Рядом с Великоритой расположены деревни Лешница, Печки и Гусак. По южной окраине деревни проходит шоссе Р17 (Брест — Малорита). В 7 км к юго-западу расположена платформа Роматово на ж/д линии Брест — Ковель.

## История

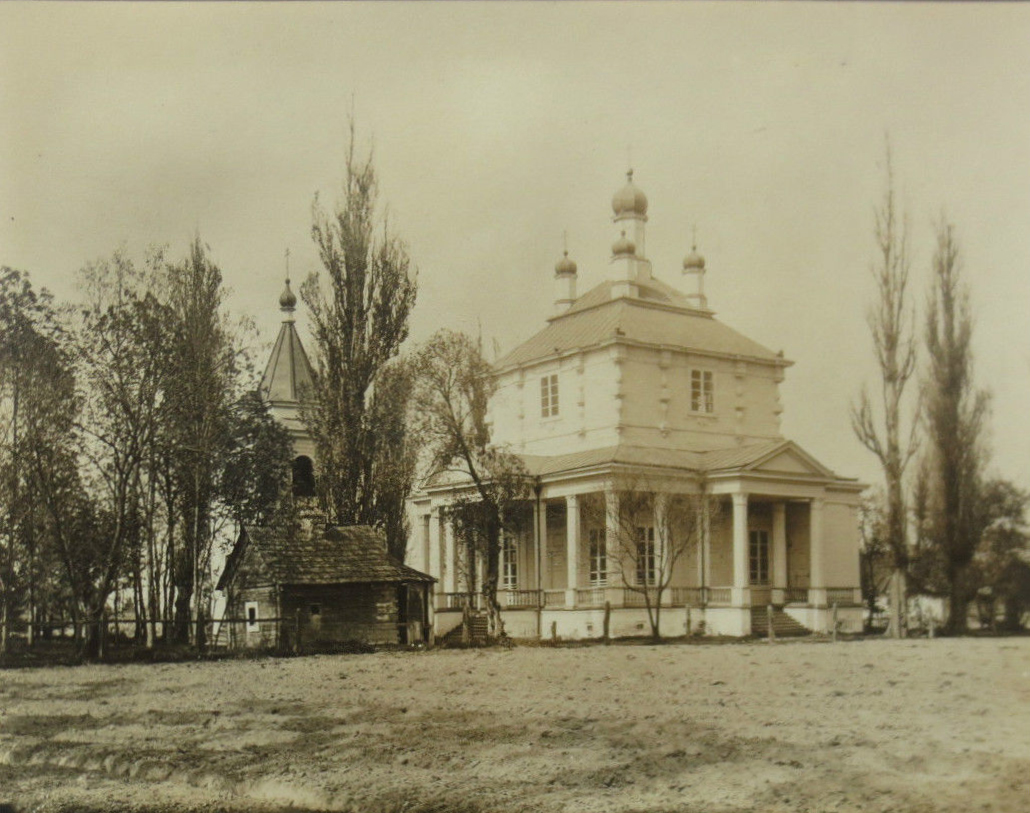
Старая Свято-Ильинская церковь

Местечко известно с XVI века, в 1566 году здесь насчитывалось 30 земельных участков, 59 семей, действовали Ильинская церковь, водяная мельница. Со времени территориально-административной реформы середины XVI века в Великом княжестве Литовском Великорита входила в состав Берестейского повета Берестейского воеводства.
Поселение упомянуто в королевской ревизии 1668 года. В первой половине XVIII века принадлежало роду Блюмских, в 1758 году король Август III подтвердил права на имение Яну и Софии Блюмским.
После третьего раздела Речи Посполитой (1795) в составе Российской империи, деревня входила в состав Брестского уезда.
В начале XIX века имение перешло от Блюмских к роду Ягминов, а во второй половине XIX века — к роду Кончинов, которые построили в поместье новую усадьбу. В 1864 году в местечке было открыто одно из первых в регионе народных училищ. В 1905 году имение выкупил богатый еврейский род Липчицев, хотя купчая была оформлена на дворянина Владимира Лыщинского. Вплоть до Первой мировой войны Лыщинский был номинальным владельцем Великориты, а фактическими владельцами были Липчицы.
В 1886 году Великорита насчитывала 68 дворов, 1022 жителя, действовали народное училище и православная церковь св. Ильи. В 1905 году — 901 житель.
Согласно Рижскому мирному договору (1921) деревня вошла в состав межвоенной Польши, в 1921 году здесь было 113 дворов и 648 жителей. После установления польской власти в 1921 году Владимир Лыщинский вернулся в Великориту и до своей смерти в 1935 году владел имением.
С 1939 года Великорита в составе БССР, усадебный дом и деревянная церковь св. Ильи сожжена партизанами во Вторую мировую войну. В 1947 году в деревне родился советский художник Н. М. Селещук. В 1995 году построена новая каменная церковь св. Ильи.

## Культура
- Дом культуры
- Историко-краеведческий музей ГУО "Великоритская средняя школа имени П. В. Саевича"

## Достопримечательности
- Фрагменты усадьбы Ягминов—Липчицев—Лыщинских. Усадебный парк.
- Православная церковь св. Ильи. Построена в 1995 году.
- Братская могила советских воинов, партизан и жертв фашизма. В 1959 году установлен памятник — скульптура воина[6]
- Могила О. В. Абрамук, партизанки, погибшей в 1942 году. В 1965 году на могиле установлен обелиск[6].

Братская могила и обелиск на могиле О. В. Абрамук включены в Государственный список историко-культурных ценностей Республики Беларусь.

### Утраченное наследие
- Старая Свято-Ильинская церковь
- Усадебный дом

## Галерея

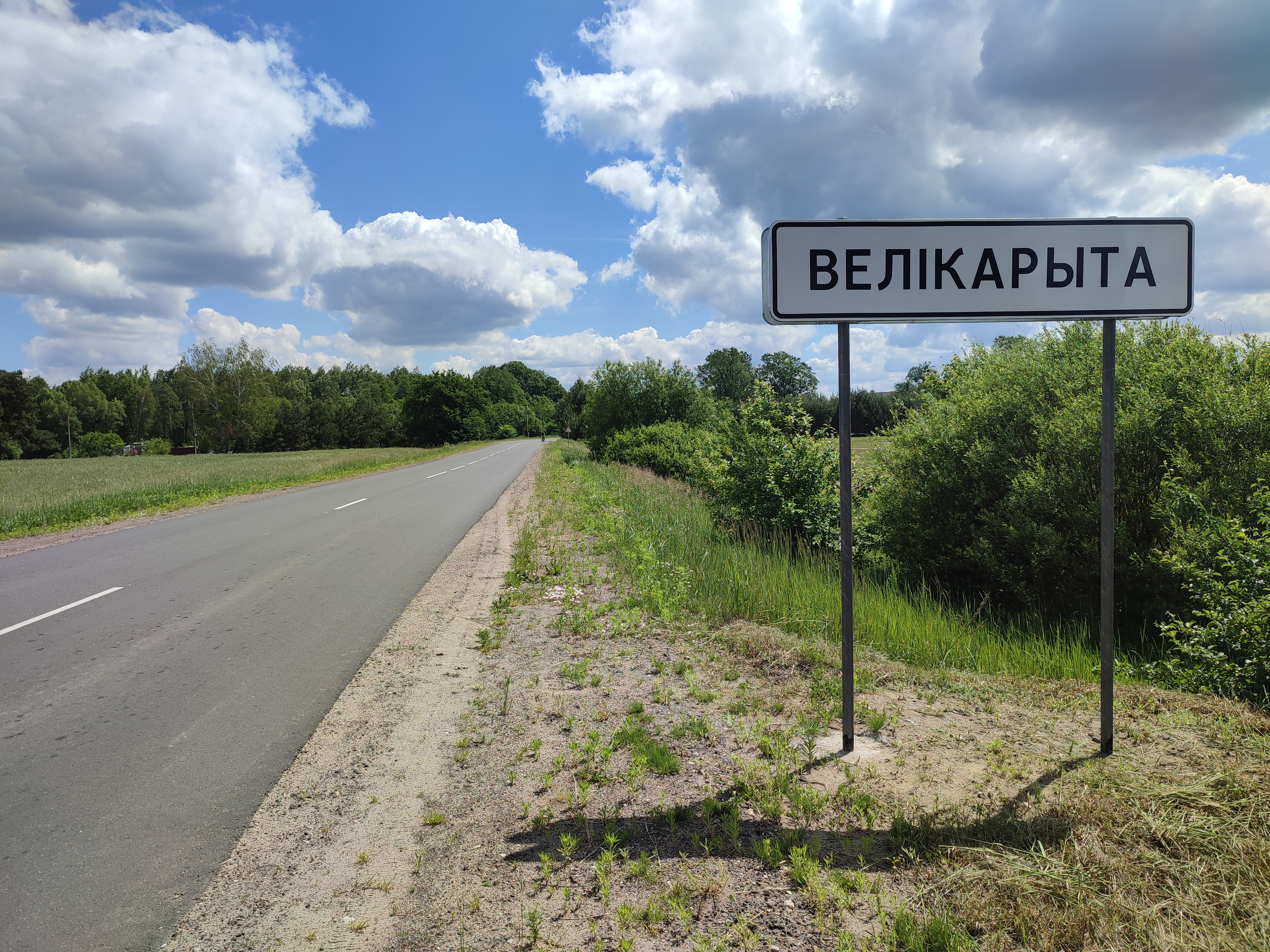
Панорама
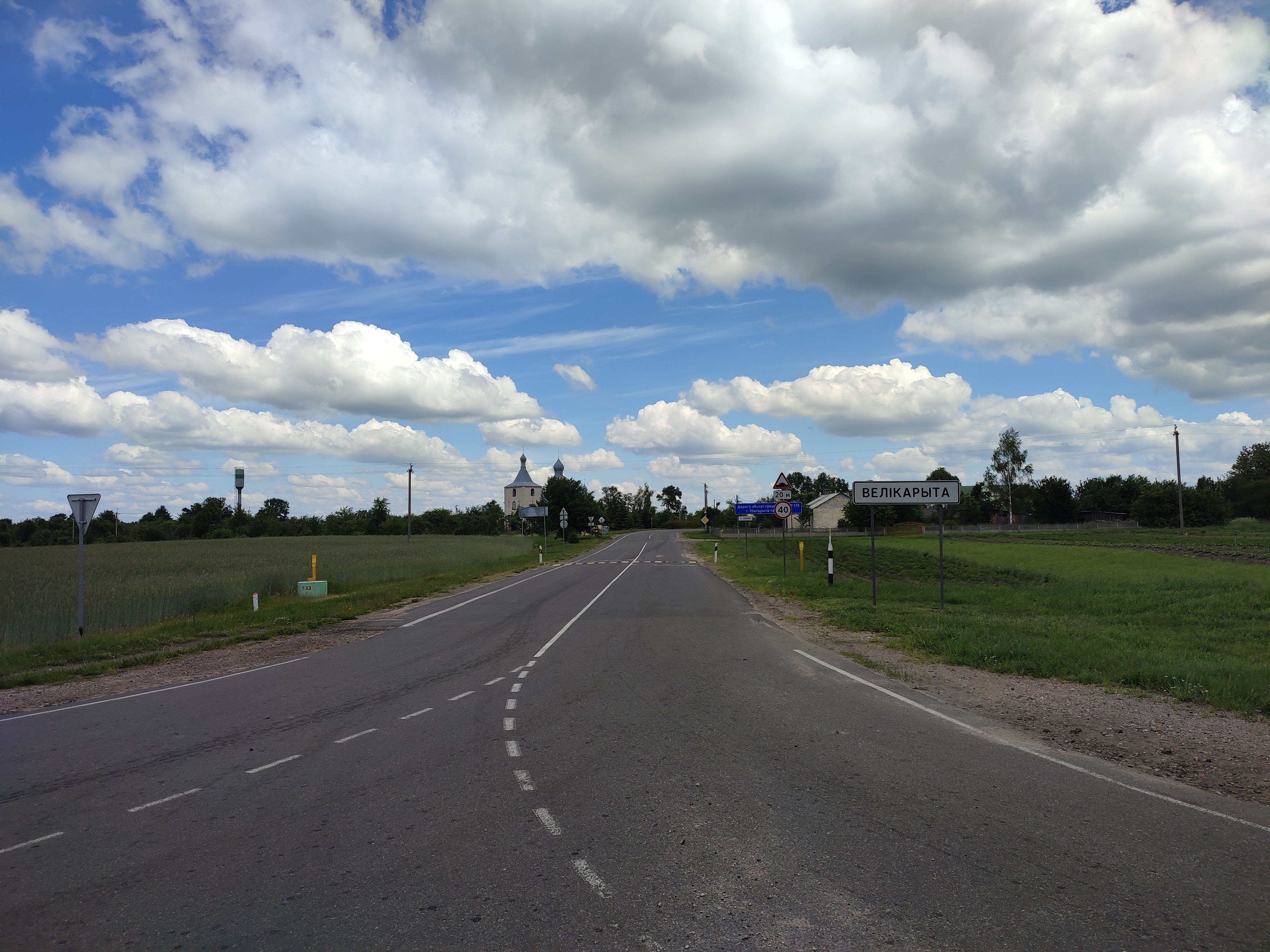
Панорама
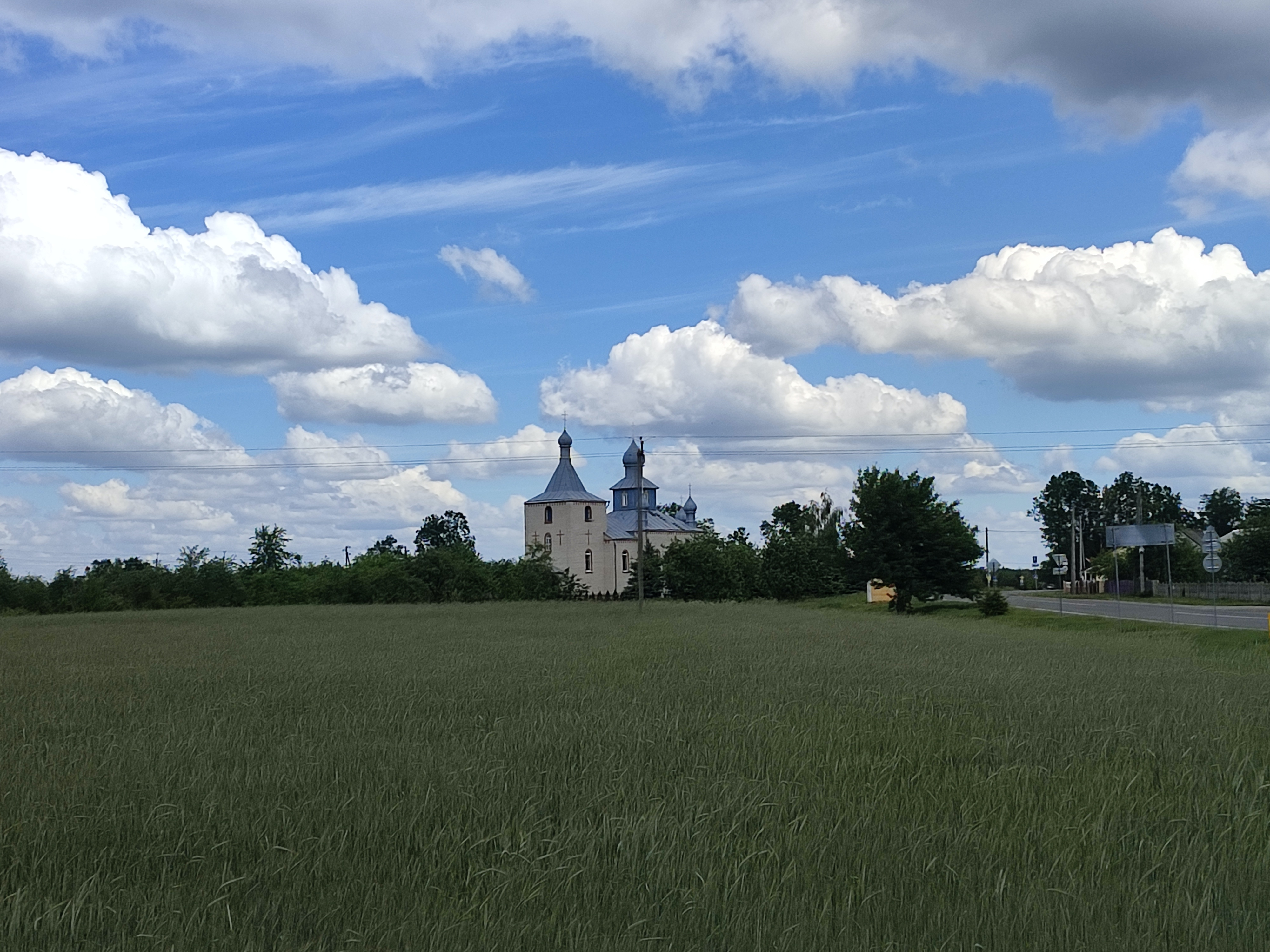
Панорама
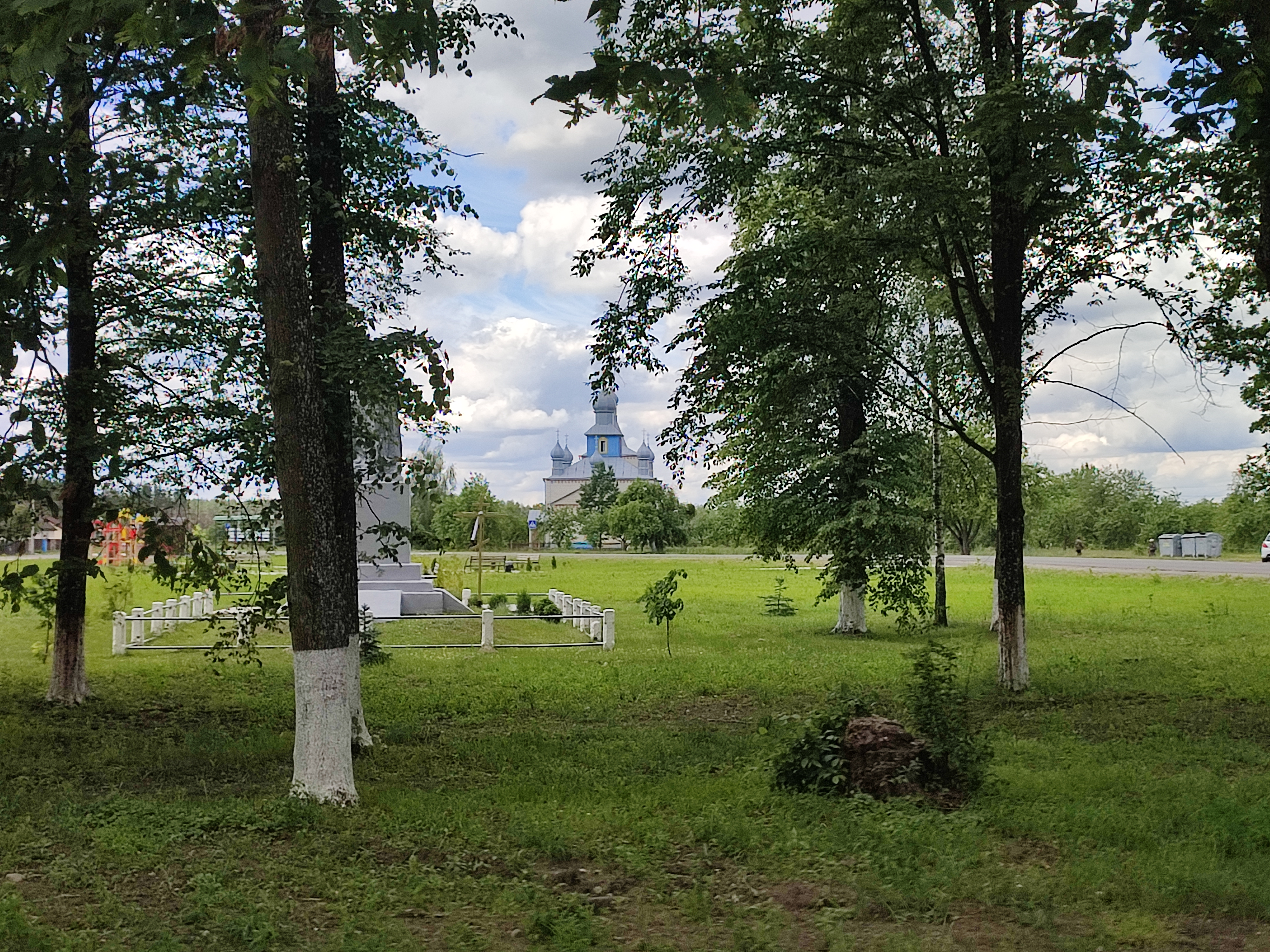
Панорама
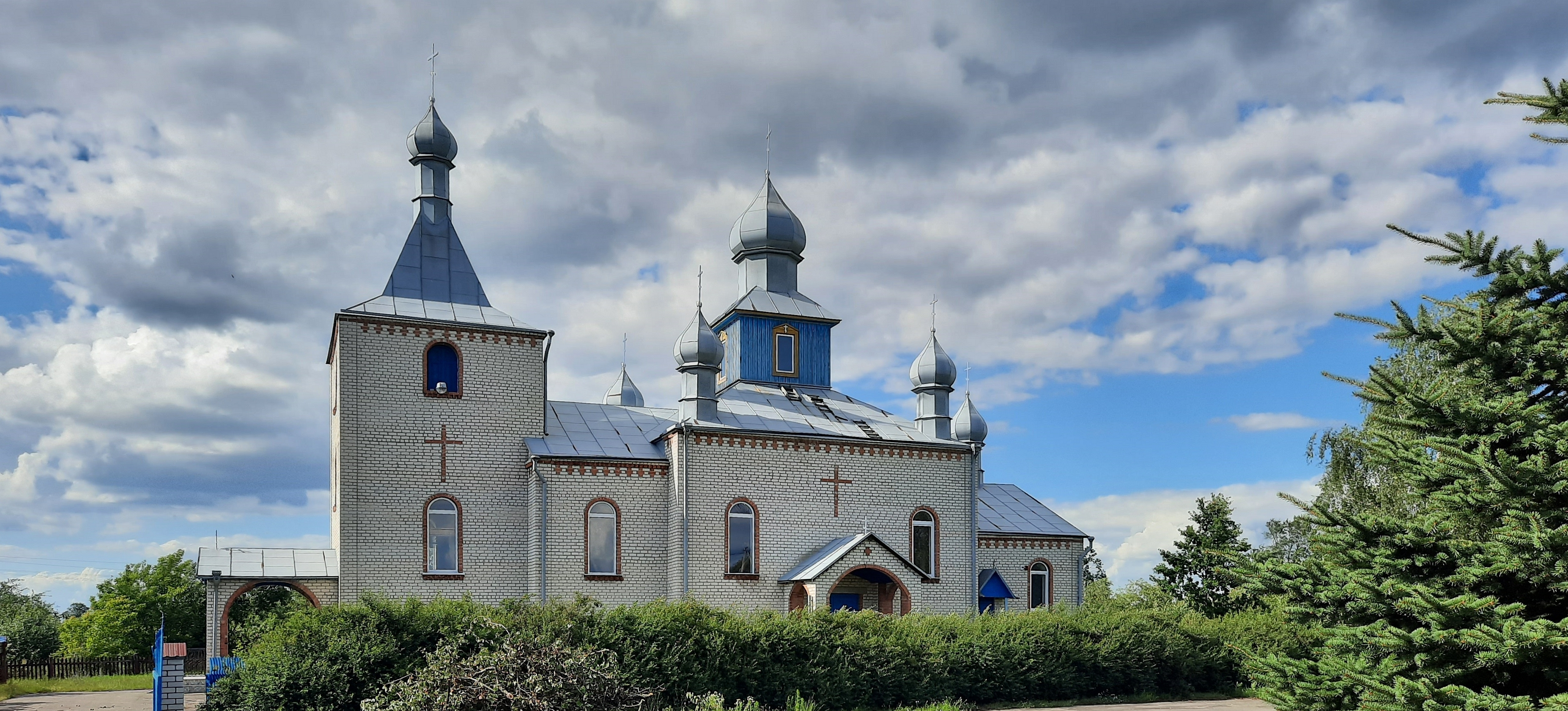
Свято-Ильинская церковь (1995)
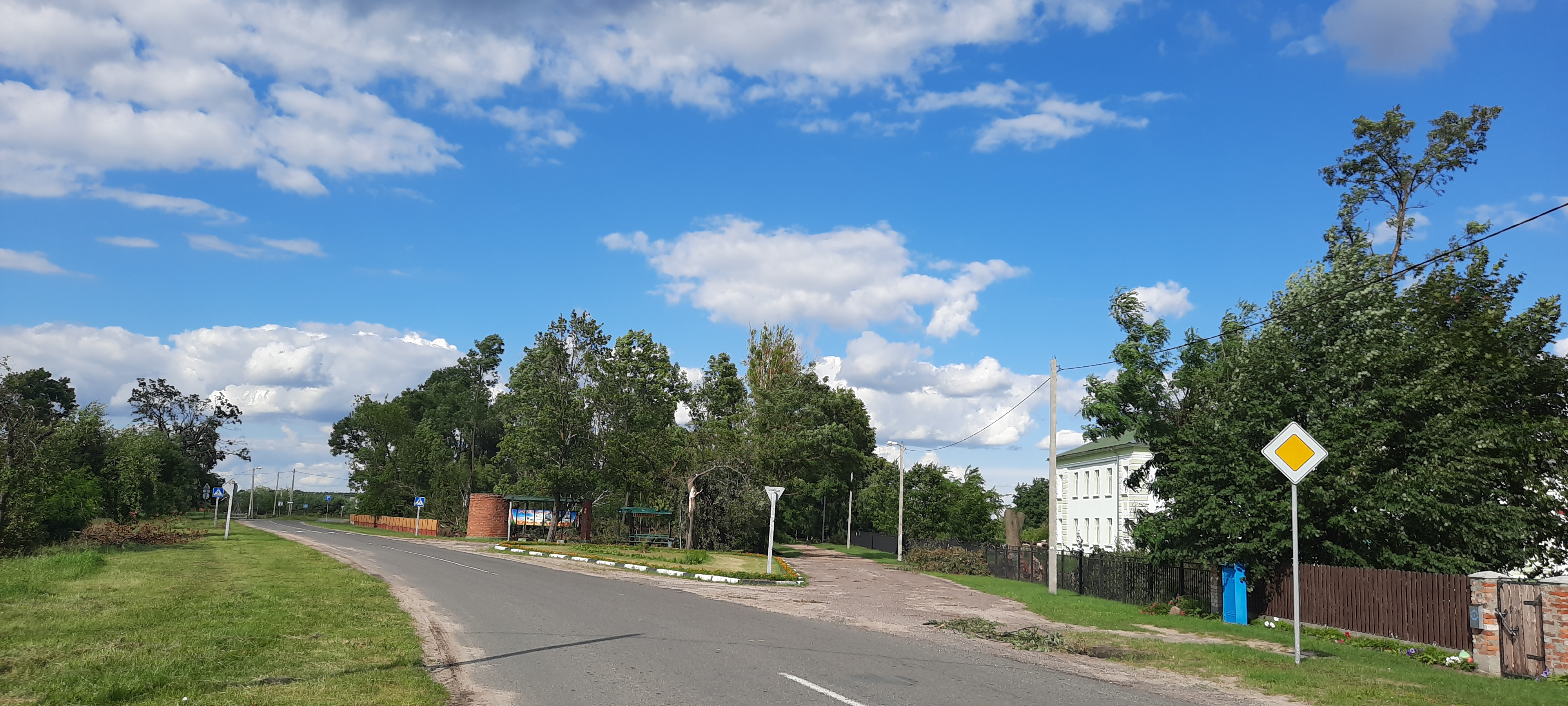
Панорама
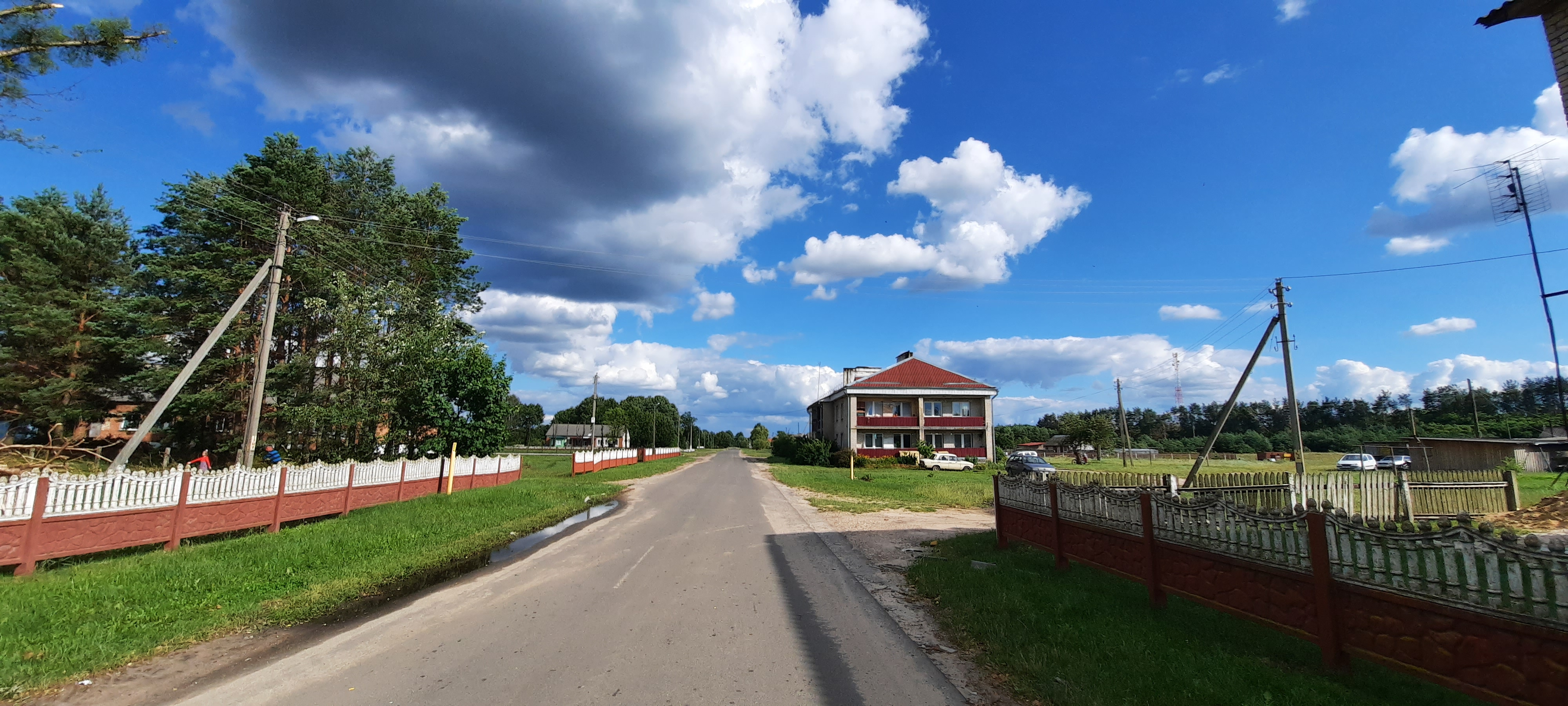
Панорама
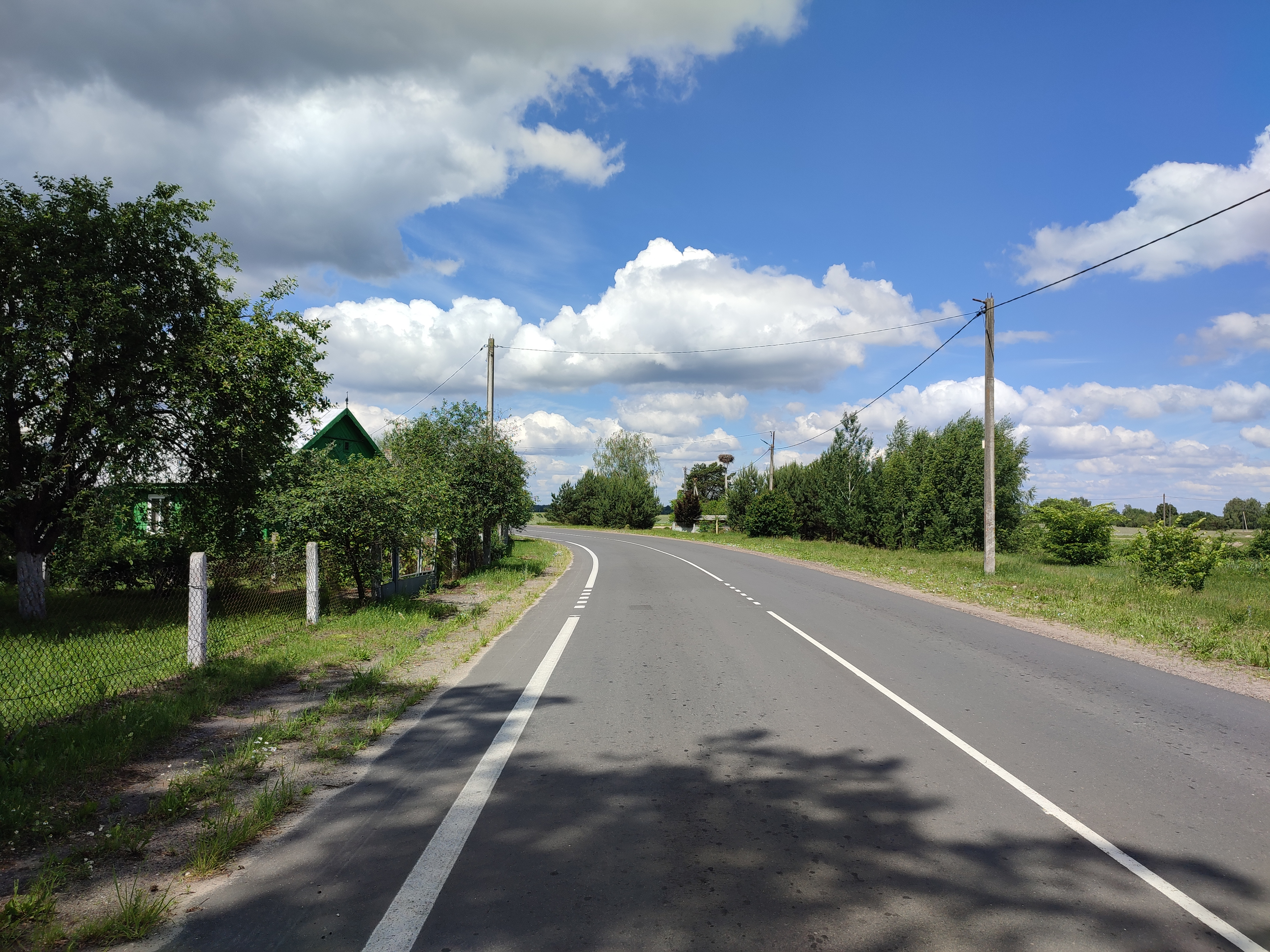
Панорама
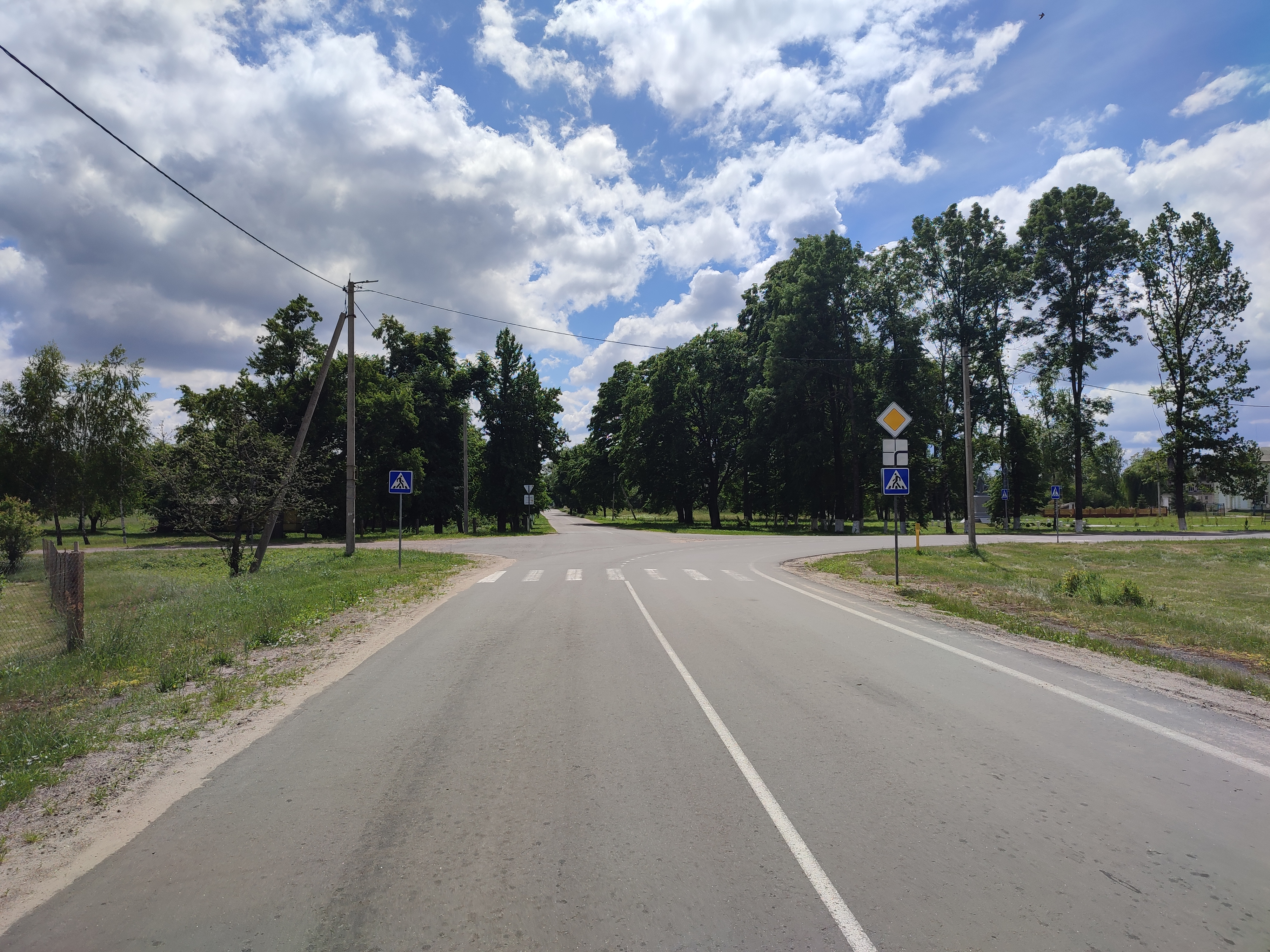
Панорама